# Football Manager 2009
Football Manager 2009 (vendido como Worldwide Soccer Manager 2009 nos Estados Unidos e Canadá) é a continuação da série de jogos Football Manager, uma simulação de treinador de futebol produzida pela Sports Interactive. Foi lançado em 14 de novembro de 2008 para Microsoft Windows, Mac OS X e PlayStation Portable, sucedendo a versão Football Manager 2008.

## Novidades
Muitas melhoras foram incluídas na versão 2009 do jogo, entre as principais destacam-se :
- Maior interação de análise tática junto dos adjuntos, para procurar "pontos fracos" na equipe opositora;
- Mais boatos sobre transferências, incluindo "invenções" da imprensa;
- Conferências de imprensa que permitem construir relação pessoal com jogadores e "staff";
- Melhoramentos a nível dos métodos de treino, permitindo personalizar o treino em função do jogador, favorecendo o desenvolvimento de movimentos especiais ou habilidades técnicas específicas, tais como a marcação de livres ou fintas;
- Agora é possível jogar como treinador do sexo feminino;
- Desenvolvida a vertente de interacção com a direcção do clube, em que a prestação do treinador é alvo de análise em diversas vertentes, tal como já acontecia no FM2008. Foi agora ampliada a mais vertentes;
- A interface do jogo foi revista de forma a melhorar e facilitar a navegação entre os painéis alvo de maior uso pelos utilizadores;
- O sistema de transferências foi refeito do zero, sendo agora muito mais preciso e eficiente do que anteriormente;
- O motor de jogo foi revisto com base no que tem sido desenvolvido em conjunto com o "Football Manager Live!". A maior novidade é o motor de jogo tridimensional (3D) que permitirá acompanhar em tempo real os desenvolvimentos do jogo, que anteriormente era feito no motor de jogo bidimensional (2D) das "caricas". Para quem pretender continuar a acompanhar o jogo nessa perspectiva bidimensional, poderá fazê-lo pois essa opção continuará presente;
- Foram criados "widgets" que permitem acompanhar estatísticas de jogo ou de um jogador em específico no ecrã de jogo (por exemplo, por cima da perspectiva tridimensional enquanto se acompanha o jogo em tempo real), permitindo assim um acompanhamento mais atento da prestação da equipe ou de determinado elemento do plantel;
- A "barra de tempo" pode agora ser alvo de "scroll" para visualizar repetição de lances;

## Base de dados
A base de dados do jogo contém mais de 370.000 jogadores e mais de 20.000 clubes. A produtora ainda mantém mais de 100 espiões que atualizam sua base de dados constantemente.
O Everton da Inglaterra assinou um contrato exclusivo com a Sports Interactive para uso de sua base de dados, dando ao seu treinador a maior base de dados futebolística atual, que em sua versões anteriores identificou corretamente jogadores com grande potencial como Wayne Rooney e Lionel Messi.

## Características do novo motor 3D
O jogo agora pode ser visto em 3D, além do clássico 2D, as principais características desse novo motor de jogo são:
- O jogo não incluirá "personalizações" de jogadores como é habitual em outros jogos de futebol com visualização tridimensional (FIFA, PES, etc). Isto significa que os jogadores terão todos a mesma aparência, sendo apenas distinguidos pelo uniforme, tom de pele e cabelo, altura e peso;
- Não haverá lugar a animações de estádios, arquibancadas, etc. O estádio será sempre o mesmo (uma representação "abstrata" de um estádio de futebol). Contudo, as dimensões e condição do gramad refletirá as condições do estádio indicadas na base de dados;
- O motor de jogo 3D não incluirá diferentes condições atmosféricas. Isto significa que, quer esteja chovendo ou fazendo sol, a representação tridimensional do que se passa em campo terá sempre a mesma aparência;
- Não será possível aproximar a camera da visão de jogo para tentar, por exemplo, perceber se um determinado lance foi falta ou não. Haverá um limite de "zoom" relativamente distante que não permitirá "grandes planos" de jogadores ou da bola;
- Será possível diminuir os detalhes gráficos do motor de jogo 3D, para que o jogo corra de forma fluída em mais máquinas. Será assim possível aumentar os detalhes caso se possua uma placa gráfica "potente" ou diminui-los caso contrário. Será ainda possível jogar o jogo apenas com comentários e/ou visão bidimensional (2D), tal como nas versões anteriores, caso a sua placa gráfica não suporte o motor de jogo 3D. Desta forma é garantido que o hardware que conseguia rodar o FM2008 conseguirá também rodar o FM2009, excluindo a opção 3D;
- Não haverá animações personalizadas de celebrações de gol, marcação de faltas ou livres, etc. Neste lançamento o motor de jogo contará com animações generalista, não havendo lugar a maior especificidade como por exemplo a atitude de Cristiano Ronaldo aquando dos livres ou os mortais de Nani em celebração de um golo;
- O motor de jogo 3D não permite a representação visual de fintas e/ou outros movimentos característicos do futebol real (pontapés de bicicleta, cabritos, elásticos, 360º, etc). Contudo estes movimentos continuarão a ser executados no motor de jogo e representados textualmente na visão de comentários e graficamente no motor de jogo bidimensional;
- Será dada prioridade à modelação do comportamento dos goleiros (defesa a remates, manchas, saídas a cruzamentos, saídas da área, passes longos, pontapés de baliza, coordenação defensiva, etc.), pois a grande maioria dos "momentos de jogo" incluirá a presença de um goleiro, o que aumenta a exigência da correta modelação do seu comportamento;
- A física da bola foi totalmente redesenhada, por exigência da representação tridimensional do seu movimento. Com isto, alguns problemas anteriormente verificados no motor de jogo bidimensional foram eliminados, mas alguns novos surgiram em virtude do maior realismo introduzido nos cálculos do motor de jogo. Isto obrigou a um "polimento" de diversas fórmulas de cálculo do motor de jogo, que ainda estão a ser alvo de teste e afinamento.

## Jogos semelhantes
- Elifoot
- Brasfoot
- Championship Manager
- Masfoot